# Emili Fontbona i Ventosa

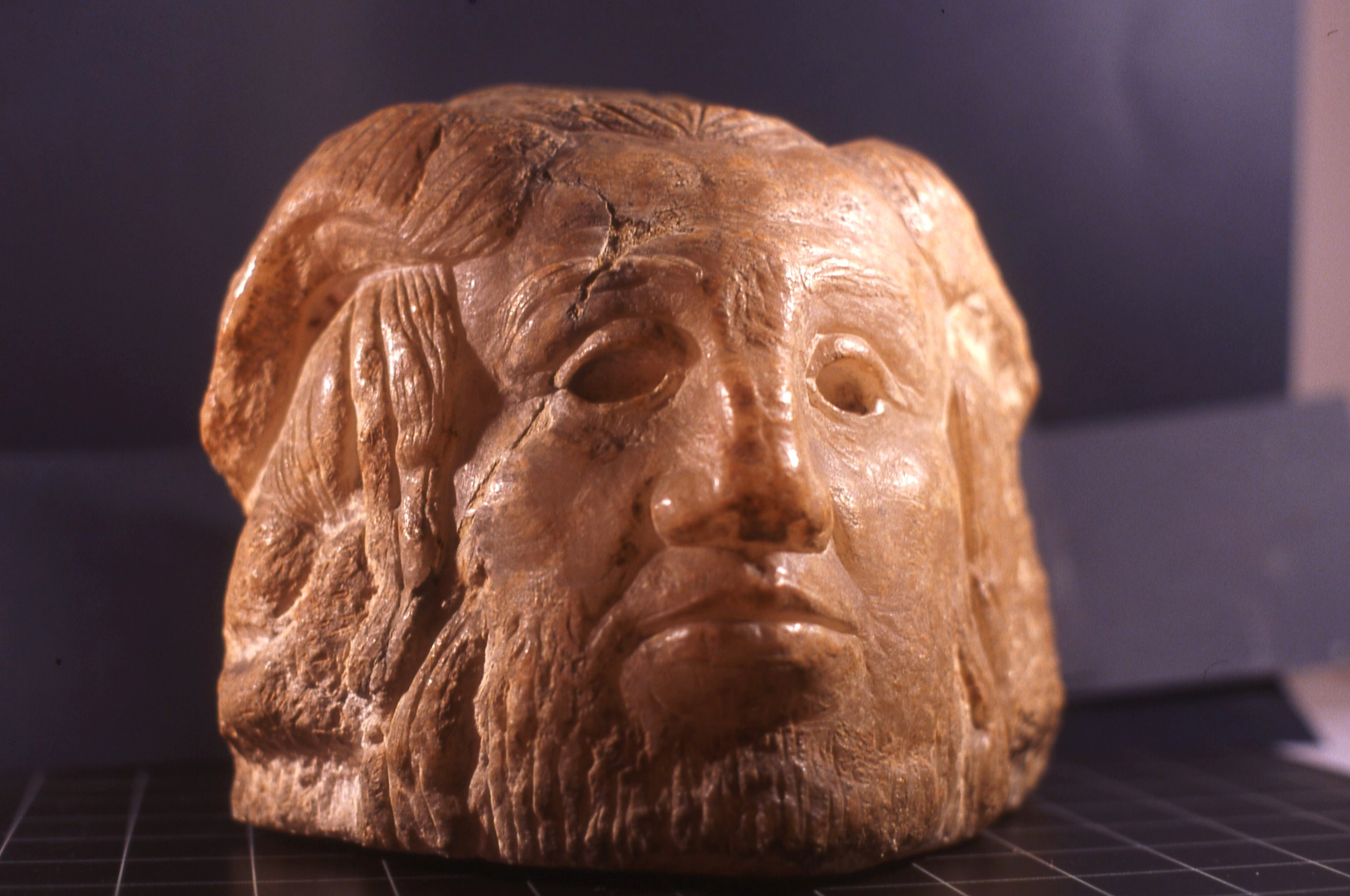
"Faune" (1905), obra en alabastre d'Emili Fontbona (Barcelona, col·lecció particular)

Emili Fontbona i Ventosa (Barcelona, 1879 -1938) fou un escultor català. Format amb l'escultor Eusebi Arnau i a l'acadèmia del pintor Pere Borrell del Caso, formà part del grup d'"El Rovell de l'Ou" i fou un dels redactors de la revista manuscrita Il Tiberio (1896-98). Anà a París el 1899 amb els seus companys pintors Marià Pidelaserra i Pere Ysern. Allà visqué fins a 1901 i va fer gran amistat amb Pablo Picasso, que de nou a Barcelona s'inicià en l'escultura a la casa familiar de l'escultor, al carrer de Pàdua de Barcelona. Picasso va fer diversos dibuixos retratant Fontbona, en un d'ells, anunci de "Els Quatre Gats", del 1902, el presenta voltat d'amics d'aquella època (Pere Romeu, Picasso mateix, Sabartés, Àngel F. Soto i Rocarol).
Com escultor va sentir-se fortament influït pel primitivisme predicat per Paul Gauguin i el reflectí a la seva obra (majoritàriament conservada a col·leccions familiars i privades): Dona d'Amposta, Mariner de Tarragona, etc. que representen un camí totalment diferent al del Modernisme català típic i encara més de l'escultura acadèmica. Cap al 1905 va fer en alabastre Cap de faune, d'un brutalisme insòlit, i més o menys per aquesta època entrà a treballar a la Sagrada Família, on no congenià amb Antoni Gaudí. A partir del 1906 hagué de deixar les seves activitats a causa d'una esquizofrènia que el mantingué reclòs la resta de la seva vida a un hospital psiquiàtric.
El 2014 institucions d'Amposta promogueren l'edició d'un tiratge en bronze de la Dona d'Amposta i del Mariner de Tarragona, peces que foren donades a diversos museus i institucions catalanes http://www.diputaciodetarragona.cat/ca/noticies/es-presenta-tarragona-ledicio-en-bronze-de-dues-escultures-demili-fontbona-ventosa-mariner.

## Exposicions rellevants
- 1999-2000: Emili Fontbona, 1879-1938. Escultor Museu Frederic Marès.[2]